# Ecocidio

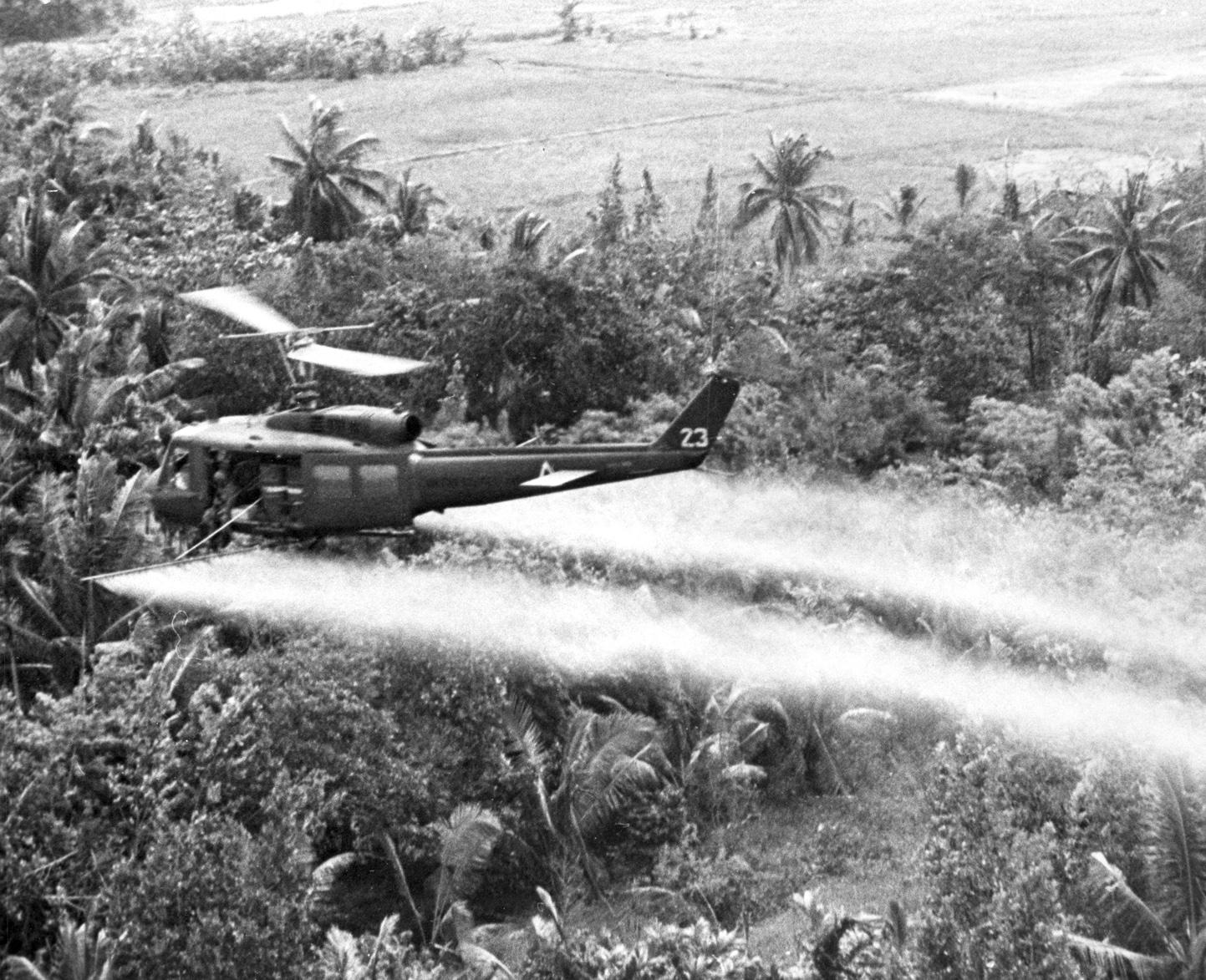
Elicottero statunitense mentre lancia Agente Orange e Napalm su una foresta vietnamita

Ecocìdio (dal greco "oikos", casa e dal latino "cadere", uccidere) è un termine che descrive l'intenzionalità nel danneggiamento e nella distruzione del tutto o in parte di un ecosistema o ambiente naturale. Viene adoperato anche per indicare una catastrofe o un disastro naturale causato indirettamente ma ricollegabile alla mano dell'uomo.

## Storia
Il concetto di ecocidio è stato utilizzato per la prima volta negli anni '70, dopo che l'Esercito degli Stati Uniti ha devastato parte della fauna e delle Foreste tropicali in Vietnam attraverso l'uso dell'Agente Orange durante la guerra del Vietnam.
Nonostante non esista una legge internazionale univoca contro l'ecocidio, nello Statuto di Roma viene menzionato e vietato l'ecocidio in tempo di guerra se è "chiaramente eccessivo". Si è discusso sull'inclusione dell'ecocidio come quinto crimine contro la pace ai sensi dello Statuto di Roma, però una proposta in questa direzione è naufragata nel 2010.
In tal senso è stata avviata una campagna denominata Stop Ecocide International - che ha come obiettivo l'inclusione dell'ecocidio come crimine internazionale e ne ha proposto una definizione nel diritto penale. La campagna ha guadagnato molta notorietà a livello politico, venendo attenzionata da diversi capi di stato, con il parlamento europeo che ha avanzato una proposta per inserirlo come crimine nel diritto penale internazionale. Dieci nazioni hanno criminalizzato l'ecocidio ai sensi del diritto penale, tra cui ad esempio la Francia.
L'ecocidio può minacciare le popolazioni umane, in particolare quelle indigene, e può anche provocarne un genocidio culturale.